# 宣光
宣光（せんこう）は、中国・北元の昭宗アユルシリダラ及びトグス・テムルの治世で用いられた元号。1371年 - 1379年。
史書によって元年と末年に異説がある。

## 西暦・干支との対照表
| 宣光 | 元年   | 2年    | 3年    | 4年    | 5年    | 6年    | 7年    | 8年    | 9年    |
| 西暦 | 1371年 | 1372年 | 1373年 | 1374年 | 1375年 | 1376年 | 1377年 | 1378年 | 1379年 |
| 干支 | 辛亥   | 壬子   | 癸丑   | 甲寅   | 乙卯   | 丙辰   | 丁巳   | 戊午   | 己未   |